# Juan Perón
Juan Domingo Perón Sosa (ur. 8 października 1895 w Lobos, zm. 1 lipca 1974 w Buenos Aires) – argentyński generał i polityk. Prezydent Argentyny w latach 1946–1955 i 1973–1974.

## Życiorys
Jego rodzina należała do klasy średniej. Ukończył szkoły wojskowe. W 1915 rozpoczął służbę w armii w stopniu porucznika. W latach 30. przebywał jako attaché wojskowy we Włoszech i Niemczech. Sympatyzował wówczas z ruchem faszystowskim. W 1941 powrócił do kraju. W 1943 uczestniczył w wojskowym zamachu stanu. W wojskowym rządzie kierował ministerstwem pracy i opieki społecznej. Od 1944 pełnił funkcję wiceprezydenta. W 1945 ożenił się z Evą Duarte. W tym samym roku został aresztowany na skutek walk frakcyjnych w rządzie. Został zwolniony pod naciskiem masowych protestów organizowanych przez popierające go związki zawodowe.
W 1946 zwyciężył w wyborach prezydenckich. Kampanii wyborczej towarzyszyła fala represji przeciwko liberalnej opozycji. W 1947 utworzył Partię Peronowską, głoszącą program sprawiedliwości społecznej i tzw. peronizm. W czasie prezydentury tworzył państwo opiekuńcze oparte na wizji korporacjonizmu w faszystowskim wydaniu. Zwiększał ingerencje państwa w gospodarce i wprowadził do niej elementy socjalizmu. Znacjonalizował koleje, banki, sieć telefoniczną, część zakładów przemysłowych i flotę handlową. Finansował roboty publiczne i zwiększył wynagrodzenia dla robotników. W polityce zagranicznej zajmował stanowisko antybrytyjskie i antyamerykańskie. W 1949 zmienił konstytucję. Nowa zwiększyła uprawnienia prezydenta i pozwoliła mu na autorytarne rządy. W 1951 uzyskał reelekcję. W 1953 zniósł swobodę zrzeszania się i zlikwidował wolność prasy. Jednocześnie pogorszył swoje relacje z Kościołem katolickim, który ekskomunikował go. Reformy Peróna doprowadziły do izolacji Argentyny, pogorszenia się sytuacji ekonomicznej i spadku poziomu życia obywateli.
Obalony w 1955 przez wojskowy zamach stanu. Udał się na wygnanie do Paragwaju. Od 1960 przebywał w Hiszpanii. Pod nieobecność Peróna w kraju rozwijał się zbrojny ruch partyzancki jego zwolenników znany jako Montoneros. W 1961 ożenił się z Isabelą Martinez.
W wyborach prezydenckich w marcu 1973 poparł Héctora José Cámpora. Polityk był kandydatem wiernej Perónowi Partii Justycjalistycznej. Cámpora wygrał wybory, zyskując 49,5% głosów. Perón powrócił do kraju 20 czerwca 1973. W starciach, jakie wybuchły wtedy pomiędzy jego zwolennikami a służbami zginęło kilkaset osób. Narastająca przemoc i wycofanie poparcia Peróna zmusiły Cámporę do rezygnacji. 23 września 1973 roku odbyły się kolejne wybory. Perón zdobył w nich 61,9% głosów. Wiceprezydentem kraju została jego żona Isabela. W czasie ostatniej prezydentury prezentował o wiele bardziej prawicowe poglądy niż w latach 1946–1955. Na początku 1974 kraj znalazł się w stanie gospodarczej zapaści. Reakcją Peróna na kryzys były kolejne zagraniczne pożyczki. Wraz z malejącym poparciem jego rządy stawały się coraz bardziej represyjne. Zakazał protestów, a opozycję poddał represjom.
Zmarł 1 lipca 1974. Ciało Peróna przewieziono najpierw karawanem do katedry metropolitalnej w Buenos Aires, gdzie następnego dnia odbyła się msza żałobna. Następnie ciało, ubrane w pełny mundur wojskowy, przewieziono do Pałacu Kongresu Narodowego, gdzie wystawiono je na widok publiczny przez następne 46 godzin, podczas których przeszło obok trumny ponad 130 000 osób. W końcu, o 09:30 w deszczowy czwartek, 4 lipca, rozpoczął się kondukt pogrzebowy. Trumna z argentyńską flagą, pokryta trumną Peróna, została umieszczona na trumnie ciągniętej przez małą ciężarówkę wojskową (eskortowaną przez kawalerię i dużą kolumnę motocykli oraz kilka pojazdów opancerzonych) przez ulice stolicy z powrotem do Olivos. Na pogrzebie Perona pojawiło się co najmniej milion osób, z których część rzucała kwiaty w trumnę i skandowała: „¡Perón! ¡Perón! ¡Perón!”, gdy ta przejeżdżała obok. Wzdłuż 16-kilometrowej (10-milowej) trasy z Pałacu do Olivos, setki uzbrojonych żołnierzy ustawionych wzdłuż niej miało za zadanie powstrzymać tłum. Ceremonię relacjonowało aż 2000 zagranicznych dziennikarzy. Kondukt pogrzebowy dotarł do celu dwie i pół godziny później. Tam trumnę powitano salwą z 21 strzałów. Wiele międzynarodowych głów państw złożyło kondolencje Argentynie po śmierci prezydenta Peróna. W związku z jego śmiercią w Argentynie ogłoszono trzydniową żałobę narodową i odwołano publiczne wydarzenia rozrywkowo-kulturalne. Żałobę narodową ogłosiło także kilka państw, większości Ameryki Południowej i Północnej m.in. Paragwaj (8 dni), Urugwaj (7 dni),  Brazylia (3 dni), Boliwia (3 dni), Kuba (3 dni), a także Hiszpania (3 dni). Władzę po nim objęła jego małżonka Isabel.